# Stig Vendelkær
Stig Vendelkær (4. april 1926 – 7. august 1997) var en dansk forlægger, der grundlagde Stig Vendelkærs Forlag.
Vendelkær blev kendt for sit forretningskoncept: Forlaget tjente penge på bestsellerbøger i den lettere genre, ofte kriminalromaner eller erotisk skønlitteratur, og udgav også Slang om sex (1965). Indtægterne fra disse blev så anvendt på oversættelser af seriøse udenlandske hovedværker, bl.a. af Fjodor Dostojevskij.
Han er begravet på Søllerød Kirkegård.